# Рузаєвський район (Кокшетауська область)
Руза́євський район — адміністративна одиниця другого порядку, що існувала у 1928—1997 роках у складі Казахстану.

## Історія
Рузаєвський район був утворений у складі Кзил-Джарського (пізніше Петропавловського) округу 17 січня 1928 року з центром у селі Рузаєвка.
17 грудня 1930 року після ліквідації Петропавловського округу район перейшов у пряме підпорядкування республіці, частина району передана до складу Айртауського району.
10 березня 1932 року район увійшов до складу новоствореної Карагандинської області.
29 липня 1936 року район увійшов до складу новоствореної Північноказахстанської області.
14 жовтня 1939 року район увійшов до складу новоствореної Акмолинської області.
15 березня 1944 року район увійшов до складу новоствореної Кокчетавської області.
22 жовтня 1955 року частина району передана до складу Казанського району, а частина — до складу Чистопольського району.
2 січня 1963 року до складу новоствореного Тимірязєвського району Північноказахстанської області передано Ленінську та Мічурінську сільради.
2 травня 1997 року район був ліквідований, територія увійшла до складу Куйбишевського району.